# Кубок Болгарії з футболу 1998—1999
Кубок Болгарії з футболу 1998—1999 — 59-й розіграш кубкового футбольного турніру в Болгарії. Титул здобув ЦСКА (Софія).

## Календар
| Раунд        | Дата                         | Матчі | Клуби   |
| ------------ | ---------------------------- | ----- | ------- |
| Перший раунд | 13 жовтня 1998               | 16    | 48 → 32 |
| 1/16 фіналу  | 31 жовтня 1998               | 16    | 32 → 16 |
| 1/8 фіналу   | 28 листопада - 9 грудня 1998 | 16    | 16 → 8  |
| 1/4 фіналу   | 10 березня - 21 квітня 1999  | 8     | 8 → 4   |
| 1/2 фіналу   | 28 квітня - 12 травня 1999   | 4     | 4 → 2   |
| Фінал        | 26 травня 1999               | 1     | 2 → 1   |

## Перший раунд
| Команда 1                          | Рахунок      | Команда 2                           |
| ---------------------------------- | ------------ | ----------------------------------- |
| 13 жовтня 1998                     |              |                                     |
| Видима-Раковскі (Севлієво) (3)     | 2:0          | Олімпік (Сливниця) (4)              |
| Каліакра (Каварна) (3)             | 1:0          | Спартак (Плевен) (2)                |
| Спартак-С'94 (Пловдив) (3)         | 1:0          | Антибіотик-Лудогорець (Разград) (2) |
| Струмска слава (Радомир) (4)       | 3:1          | Черно море (Варна) (2)              |
| Ловико (Сухиндол) (3)              | 3:1          | Хасково (2)                         |
| Джебел (4)                         | 0:1          | Димитровград (2)                    |
| Родопа (Смолян) (3)                | 1:0          | Олімпік (Тетевен) (2)               |
| Сателіт (Стара Загора) (4)         | 0:4          | Академік (Софія) (2)                |
| Перун (Кресна) (4)                 | 0:2          | Беласиця (Петрич) (2)               |
| Порт (футбольний клуб, Бургас) (3) | 0:4          | Кремиковці (Софія) (2)              |
| Бдин (Видин) (3)                   | 0:0 пен. 3:4 | Ботев (Враца) (2)                   |
| Хебир (Пазарджик) (3)              | 0:1          | Етир (Велико-Тирново) (2)           |
| Марек (Дупниця) (3)                | 2:0          | Светкавиця (Тирговиште) (2)         |
| Планінец (Априлці) (3)             | 1:0          | Чорноморець (Бургас) (2)            |
| Девня (3)                          | 1:2          | Мариця (Пловдив) (2)                |
| Ямбол (4)                          | 0:0 пен. 2:3 | Чардафон (Габрово) (2)              |

## 1/16 фіналу
| Команда 1                      | Рахунок      | Команда 2              |
| ------------------------------ | ------------ | ---------------------- |
| 31 жовтня 1998                 |              |                        |
| Етир (Велико-Тирново) (2)      | 0:2          | ЦСКА (Софія)           |
| Спартак-С'94 (Пловдив) (3)     | 0:2          | Локомотив (Софія)      |
| Димитровград (2)               | 0:2          | Славія (Софія)         |
| Каліакра (Каварна) (3)         | 0:0 пен. 3:5 | Ботев (Пловдив)        |
| Металург (Перник)              | 1:0          | Чардафон (Габрово) (2) |
| Родопа (Смолян) (3)            | 1:3          | Литекс (Ловеч)         |
| Струмска слава (Радомир) (4)   | 0:3          | Спартак (Варна)        |
| Ловико (Сухиндол) (3)          | 2:3 дч       | Добруджа (Добрич)      |
| Марек (Дупниця) (3)            | 1:2 дч       | Міньор (Перник)        |
| Нафтохімік (Бургас)            | 3:1          | Кремиковці (Софія) (2) |
| Левські (Софія)                | 4:0          | Беласиця (Петрич) (2)  |
| Пирин (Благоєвград)            | 2:1          | Академік (Софія) (2)   |
| Планінец (Априлці) (3)         | 1:1 пен. 2:4 | Септемврі (Софія)      |
| Видима-Раковскі (Севлієво) (3) | 2:3 дч       | Локомотив (Пловдив)    |
| Ботев (Враца) (2)              | 1:5          | Шумен                  |
| Мариця (Пловдив) (2)           | 0:3          | Левскі (Кюстендил)     |

## 1/8 фіналу
| Команда 1                  | Заг. | Команда 2           | 1-й матч | 2-й матч |
| -------------------------- | ---- | ------------------- | -------- | -------- |
| 28 листопада/9 грудня 1998 |      |                     |          |          |
| Локомотив (Софія)          | 6:3  | Ботев (Пловдив)     | 4:2      | 2:1      |
| Левські (Софія)            | 2:3  | Славія (Софія)      | 2:0      | 0:3      |
| ЦСКА (Софія)               | 3:2  | Септемврі (Софія)   | 2:0      | 1:2      |
| Пирин (Благоєвград)        | 5:3  | Нафтохімік (Бургас) | 3:0      | 2:3      |
| Шумен                      | 2:8  | Спартак (Варна)     | 2:2      | 0:6      |
| Добруджа (Добрич)          | 1:4  | Левскі (Кюстендил)  | 1:2      | 0:2      |
| Локомотив (Пловдив)        | 3:9  | Міньор (Перник)     | 3:3      | 0:6      |
| Металург (Перник)          | 3:4  | Литекс (Ловеч)      | 2:1      | 1:3      |

## 1/4 фіналу
| Команда 1                 | Заг.         | Команда 2          | 1-й матч | 2-й матч |
| ------------------------- | ------------ | ------------------ | -------- | -------- |
| 10 березня/21 квітня 1999 |              |                    |          |          |
| ЦСКА (Софія)              | 6:2          | Міньор (Перник)    | 2:1      | 4:1      |
| Пирин (Благоєвград)       | 2:3          | Локомотив (Софія)  | 0:1      | 2:2      |
| Спартак (Варна)           | 3:4          | Левскі (Кюстендил) | 2:1      | 1:3      |
| Литекс (Ловеч)            | 1:1 пен. 4:2 | Славія (Софія)     | 1:0      | 0:1 дч   |

## 1/2 фіналу
| Команда 1                | Заг. | Команда 2          | 1-й матч | 2-й матч |
| ------------------------ | ---- | ------------------ | -------- | -------- |
| 28 квітня/12 травня 1999 |      |                    |          |          |
| ЦСКА (Софія)             | 3:2  | Левскі (Кюстендил) | 1:0      | 2:2      |
| Локомотив (Софія)        | 0:1  | Литекс (Ловеч)     | 0:0      | 0:1      |

## Фінал
| 26 травня 1999 |

| ЦСКА (Софія) | 1:0      | Литекс (Ловеч) |
| ------------ | -------- | -------------- |
| Станчев 81'  | Протокол |                |

| «Болгарска армія», Софія Глядачів: 8 000 Арбітр: Атанас Узунов |